# Télefassa
Télefassa (latinsky Telephassa) je v řecké mytologii manželka foiníckého krále Agénora.
Králi Agénorovi porodila syny jménem Kadmos, Foiníx, Fíneus, Kilix a Thasos. A také jedinou dceru Európu.
Když její krásnou dceru svedl nejvyšší bůh Zeus a unesl ji daleko od domova, všichni královští synové se vydali ji hledat. Jejich cesta však byla marná, pátrání po sestře postupně všichni vzdali. Usadili se v dalekých krajích, kde se všichni stali králi, jenom Thasos bohatl z těžby zlata.
Télefassa doprovázela při hledání syna Kadma. Dostali se do Thrákie, kde zemřela.